# شبان (جبلة)

تعديل مصدري - تعديل

شبان محلة تابعة لقرية السرايم، التابعة لعزلة المكتب بمديرية جبلة إحدى مديريات محافظة إب في الجمهورية اليمنية، بلغ تعداد سكانها 187 حسب تعداد اليمن لعام 2004.